# Château d'Escorpain
Le château d’Escorpain est situé dans la commune d'Escorpain dans l’Eure-et-Loir, à l’extrême limite du Thymerais, à 15 km à l’ouest de Dreux et à 7 km au sud de Nonancourt. Construit au XVIe siècle en remplacement d’un logis seigneurial, il a été profondément modifié au XIXe siècle.

## Principaux propriétaires du château

### DuXVIesiècleauXVIIIesiècle

#### La famille de Vieuxpont

Armoiries de la famille de Vieuxpont.

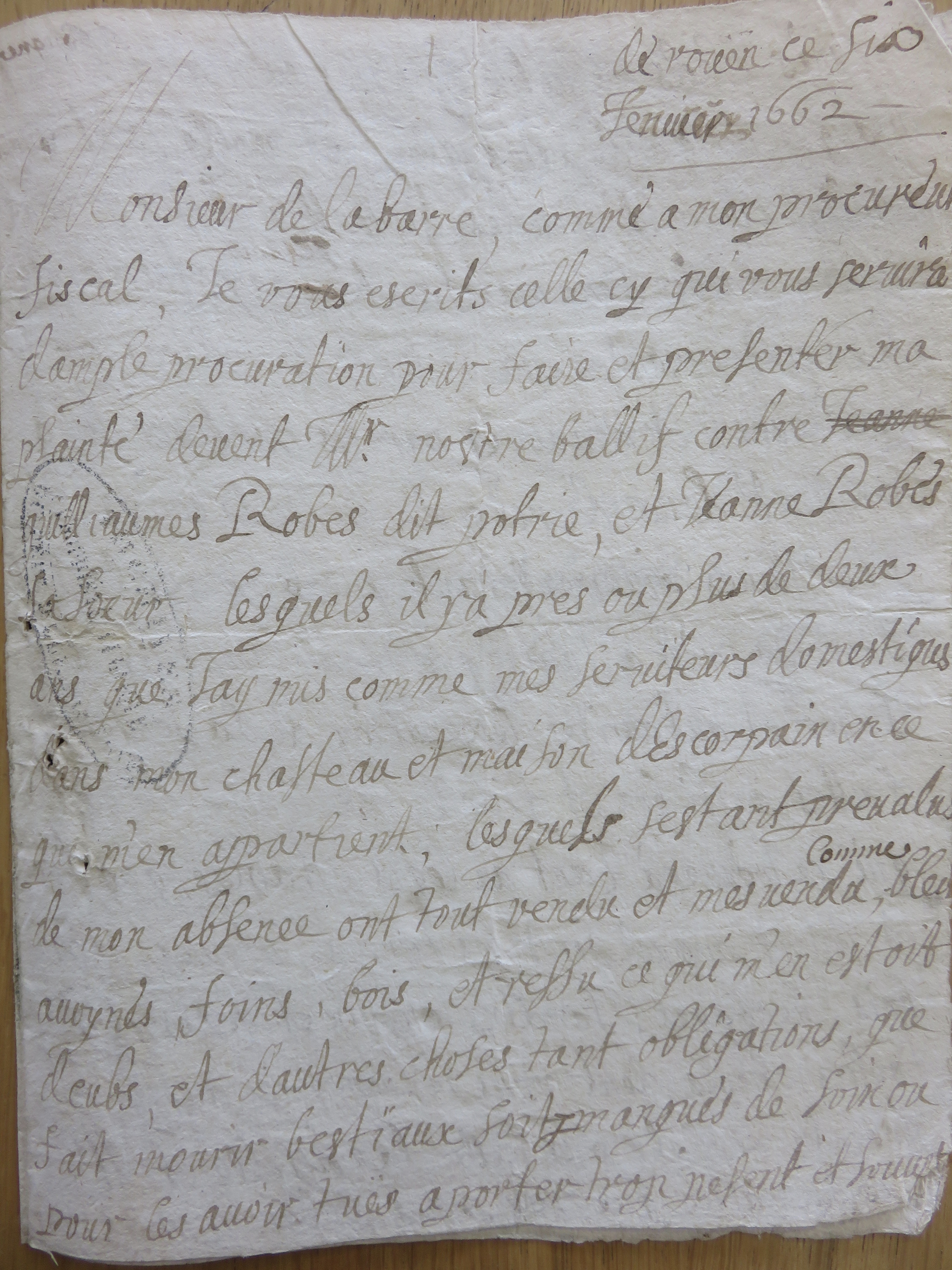
Plainte de Louise de Vieuxpont en 1662.

Même si Escorpain et les Authieux relèvent au XIIe siècle des seigneurs de la baronnie de Châteauneuf, Hugues III et son fils Gervais, ces deux hameaux sont pris en étau entre le duché de Normandie et le royaume de France. L’Avre en est la ligne frontalière. Ainsi, le bourg de Nonancourt, sur la rive nord, fait partie du duché de Normandie et a été fortifié en 1112 par Henri 1er Beauclerc. Le logis seigneurial d’Escorpain a sans nul doute une vocation défensive. Le premier seigneur attesté au début du XVIe siècle est Jacques de Beaumestre suivi par plusieurs générations de la famille de Vieuxpont. D’abord Jehan, gouverneur de Dreux en 1591, démis de ses fonctions pour avoir été absent de Dreux pendant le siège remporté par Henri IV. Puis Pierre, capitaine de chevau-légers, à l’origine de la construction du nouveau château, avec le concours de son frère Guillaume, chevalier de Malte. La preuve en serait les deux croix de Malte sur les murs de l’édifice. La terre est érigée en châtellenie avant sa mort le 19 décembre 1630. Son fils Jean III, gouverneur royal du fort de Pierre-Châtel sur le Rhône en 1625 et capitaine d’une compagnie de gens à pied, lui succède. Sa mère vient de temps en temps à Escorpain et y rencontre le poète Rotrou, gouverneur de Dreux. Le domaine passe à son décès en 1641 à son fils Bernard-François puis à la sœur aînée de ce dernier, Charlotte, enfin à Louise qui regrette d'avoir confié la garde du château à des domestiques, Guillaume et Jeanne Robes, dont elle dénonce les agissements en 1662. Ils se sont prévalus de son absence pour vendre blés, avoines, foins et bois et recevoir ce qui lui était dû, en plus de faire mourir des bestiaux. Le reste de la famille vit au château : ses sœurs Catherine et Renée, le mari de Renée, Charles d’Ailly, baron d’Annery et maréchal de camp. Charles d’Ailly est le fils de Charles d’Ailly II et de Geneviève Testu de Balincourt, fille du seigneur d’Ecorpain en Maine. Le château est mis sous séquestre en septembre 1658 lorsque Charles d’Ailly prend la tête de la révolte nobiliaire des gentilshommes de l’Orléanais contre la politique du cardinal Mazarin. Il est restitué à son fils Jacques qui le met en vente vers 1699.

#### Plusieurs seigneurs auXVIIIesiècle
Au début du XVIIIe siècle, la seigneurie appartient peu de temps au sieur de Beaurain puis à Jacques Hersant des Touches, capitaine de dragons de Bonnelles et chevalier de l’ordre militaire de Saint-Louis. Trois ans après sa mort, le 27 novembre 1746, sa veuve, Elisabeth d'Arras, cède les terres à un parent de son mari, Gabriel-Louis Boët de Saint Léger (1705-1779), moyennant la somme de 50 000 livres. M. de Saint-Léger et sa femme Charlotte Courtois qui habitent rue des Blancs-Manteaux à Paris donnent procuration à Gabriel-Jean de Hauteterre, domicilié à Nonancourt et procureur fiscal de haute et moyenne justice à Escorpain, pour qu’il prenne en leur nom possession de la seigneurie. Celui-ci arpente donc, comme il se doit, tout le domaine, bâti et non bâti, cueillant des herbes, rompant des branches aux arbres fruitiers, ramassant des pierres pour les jeter un peu plus loin. Mais M. de Saint-Léger a surestimé ses possibilités financières d'autant qu'il a acheté la même année la seigneurie des Authieux moyennant 25 000 livres. Du fait de son insolvabilité, Elisabeth d'Arras revend la seigneurie, le 20 décembre 1758, à Louis Roger, écuyer, conseiller du roi, contrôleur ordinaire des guerres qui prend le titre de sieur d'Escorpain. Il y habite peu, reste domicilié à Dreux et revend ses terres, à la suite de mauvaises affaires, à son ami notaire, René Poultier, le 2 novembre 1775, moyennant 100 000 livres.

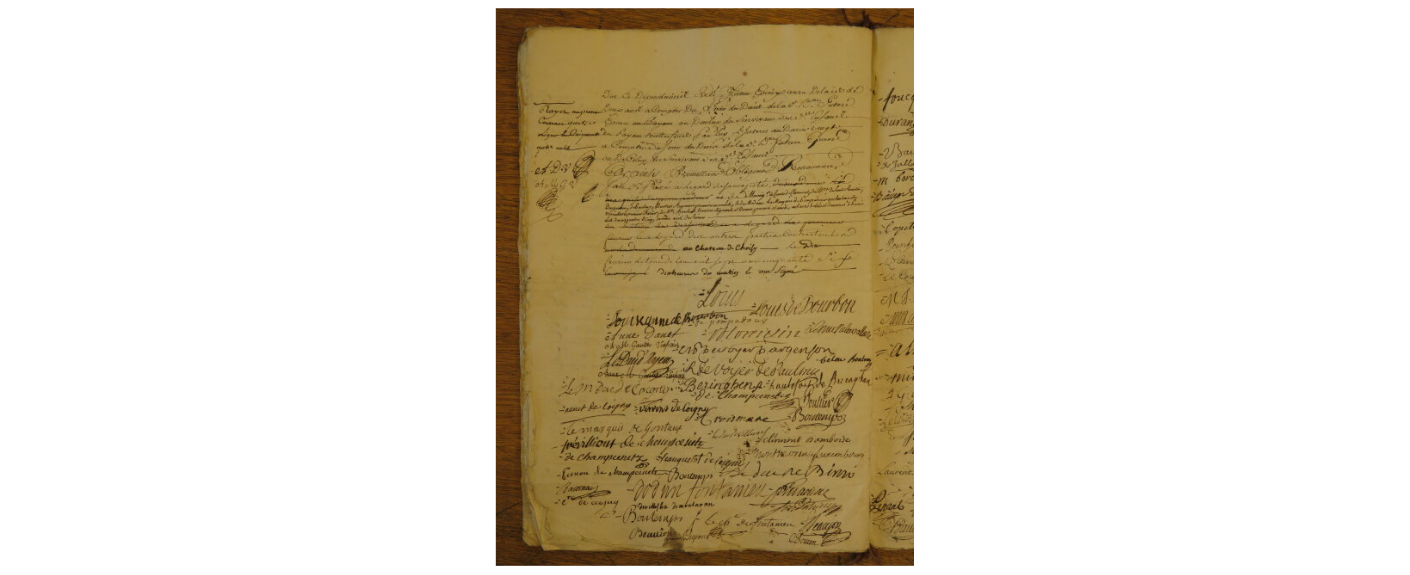
Contrat de mariage de René Poultier et d'Anne-Marguerite Gautier de Vinfrais (Février 1756).

Né le 23 décembre 1720, René Poultier est le fils d’un procureur au Parlement de Paris. Il a été directeur et receveur général des loteries royales des communautés religieuses et de piété, administrateur de l’école royale de dessin, avocat, notaire et membre de la loge maçonnique de Saint-Étienne de la vraie et parfaite amitié. En janvier 1756, il a acheté sa charge notariale 110 000 livres et a épousé le mois suivant Anne-Marie Gautier de Vinfrais, la nièce de Charles Gautier de Vinfrais, officier de la Vénerie royale. Leur contrat de mariage a été signé par une myriade des plus grands noms : Louis de Bourbon Condé, Louise-Anne de Bourbon Condé, Louis Phélypeaux de Saint-Florentin, Marc-Pierre de Voyer de Paumy, comte d’Argenson, Charles-Frédéric de Montmorency-Luxembourg, Louis-César de la Baume Le Blanc de la Vallière, la marquise de Pompadour. De leur mariage naissent deux fils dont l'un décède le 14 septembre 1760 à Escorpain. Il avait été placé, comme c'était l'usage au XVIIIe siècle, auprès du couple Caillé, vignerons et parents nourriciers. Charles-René Poultier, né le 5 mai 1759, a plus de chance. En 1779, René Poultier cesse son activité de notaire et se retire dans ses terres.
Quand la Révolution éclate, il rallie ses rangs et promet 1 500 livres pour sa part dans la contribution patriotique. Les habitants d’Escorpain le nomment à l’unanimité colonel-commandant de la milice. La garde nationale est constituée le 22 août et les membres de la municipalité se rendent en compagnie d’un détachement de la troupe et au son de la fanfare, au château où les accueillent Mme Poultier et sa belle-mère, tenant le drapeau décoré des couleurs de la nation. Celui-ci est béni à l’église, un repas suit au château et la journée se clôt par des danses. Sous la Terreur, René Poultier, désigné désormais comme agriculteur, est président du comité de surveillance.
Le 12 septembre 1798, le château change de propriétaire. La thèse de l’auteur des Annales d’une petite localité rurale du Drouais est que René Poultier a connu un revers de fortune à la suite de la disparition de ses charges. Ça ne semble pas être le cas puisqu'il achète encore des terres en 1797. Sa décision de transmettre le château à une personne de son choix résulte probablement de la mort de son fils unique Charles-René, survenue le 13 juin 1798, et de sa fin prochaine. En septembre, l'acte de vente est signé. L’acheteur, Amboise-Théodore Béjot, agent de change, n'est autre que le beau-frère de Charles-René Poultier. Chacun a épousé une fille de Claude-Martin Goupy, architecte et entrepreneur. Le montant de l’achat est bien inférieur à celui dont René Poultier s’est acquitté en 1775. Il s’élève seulement à 40 000 livres alors que le domaine a été considérablement agrandi et que le château est vendu avec tous ses meubles dont certains proviennent du château de Mme de Pompadour à Crécy. Après signature de la vente, René Poultier continue à vivre au château, il y meurt le 9 septembre 1799, à l’âge de 79 ans. Sa femme, munie de la procuration de M. Béjot, continue à s’occuper des baux des fermes. Il semble qu’un arrangement familial ait été conclu.

### Du XIXesiècle au XXIesiècle

#### Les Coüin de Granchamp

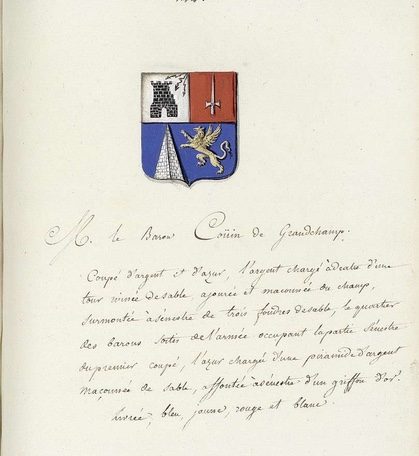
Armoiries du baron Coüin de Grandchamp.

Le 19 avril 1804, Joseph-Christophe Coüin, achète pour 100 000 francs la terre d'Escorpain, soit 238 hectares. Il a 41 ans et est colonel-commandant d’artillerie de la garde des consuls. Deux ans auparavant, il s’est marié à Nonancourt avec Marie-Louise-Sophie Lhopital, fille d'un notable local, conseiller général de l'Eure. Depuis l'âge de dix-sept ans, il n’a connu que l’armée, servant d’abord dans l’armée royale comme canonnier au régiment d'Auxonne (15 mai 1780) puis dans celle de la jeune République, dans les rangs de l'armée du Nord. Du fait du départ des officiers de la noblesse, il est promu rapidement lieutenant puis capitaine. Il rejoint Bonaparte et participe aux campagnes d’Italie et d’Égypte. Il est l'un des grenadiers qui protègent le général Bonaparte lors de la séance du conseil des Cinq Cents et intègre la prestigieuse Garde des consuls puis la Garde impériale. Il est élevé au grade de commandant de la Légion d’honneur en 1804, date à laquelle il achète Escorpain. Si son physique est ingrat, ses qualités humaines sont soulignées par le général Jean-François Boulart dans ses Mémoires.
« Un troupier renforcé au langage trivial, au physique commun, au visage défiguré par une dépression du nez qui équivalait presque à l’absence de cet organe; mais, pour rendre hommage à la vérité, excellent homme, très obligeant, simple et loin d'avoir les prétentions qu'affectaient beaucoup de parvenus de cette époque – et c'était un mérite. »
Ce jugement est confirmé par une jolie jeune femme, la duchesse d’Abrantès, escortée en Espagne en 1810 par le général.
« Il y avait à Ciudad Rodrigo un homme dont la bonté était presque proverbiale dans l’armée. C’était un général d’artillerie de la Garde Impériale, le général Coüin…C’était le plus digne et le plus excellent des hommes; il n’était plus jeune et avait toujours été fort laid. »

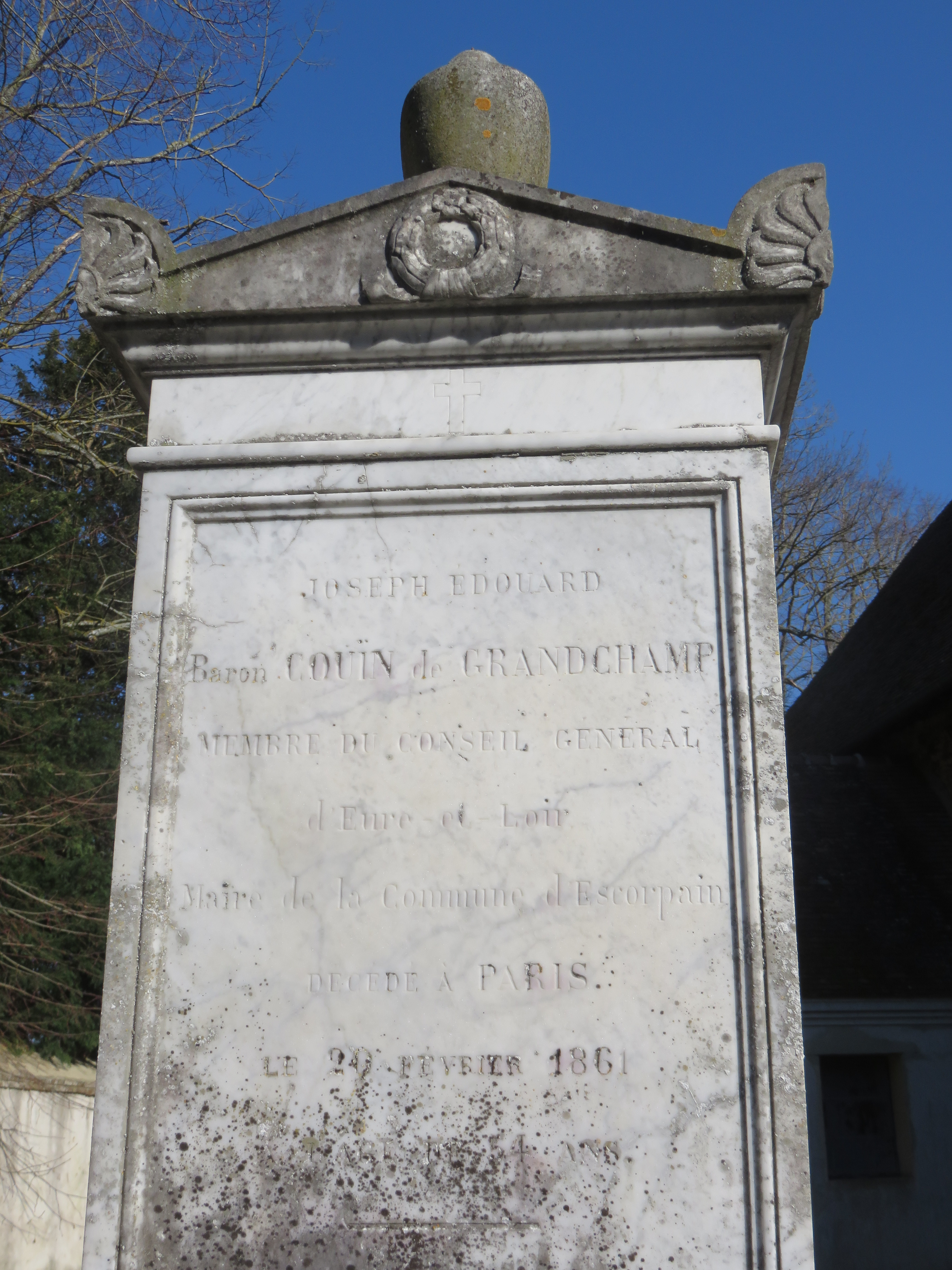
Monument funéraire au cimetière d'Escorpain.

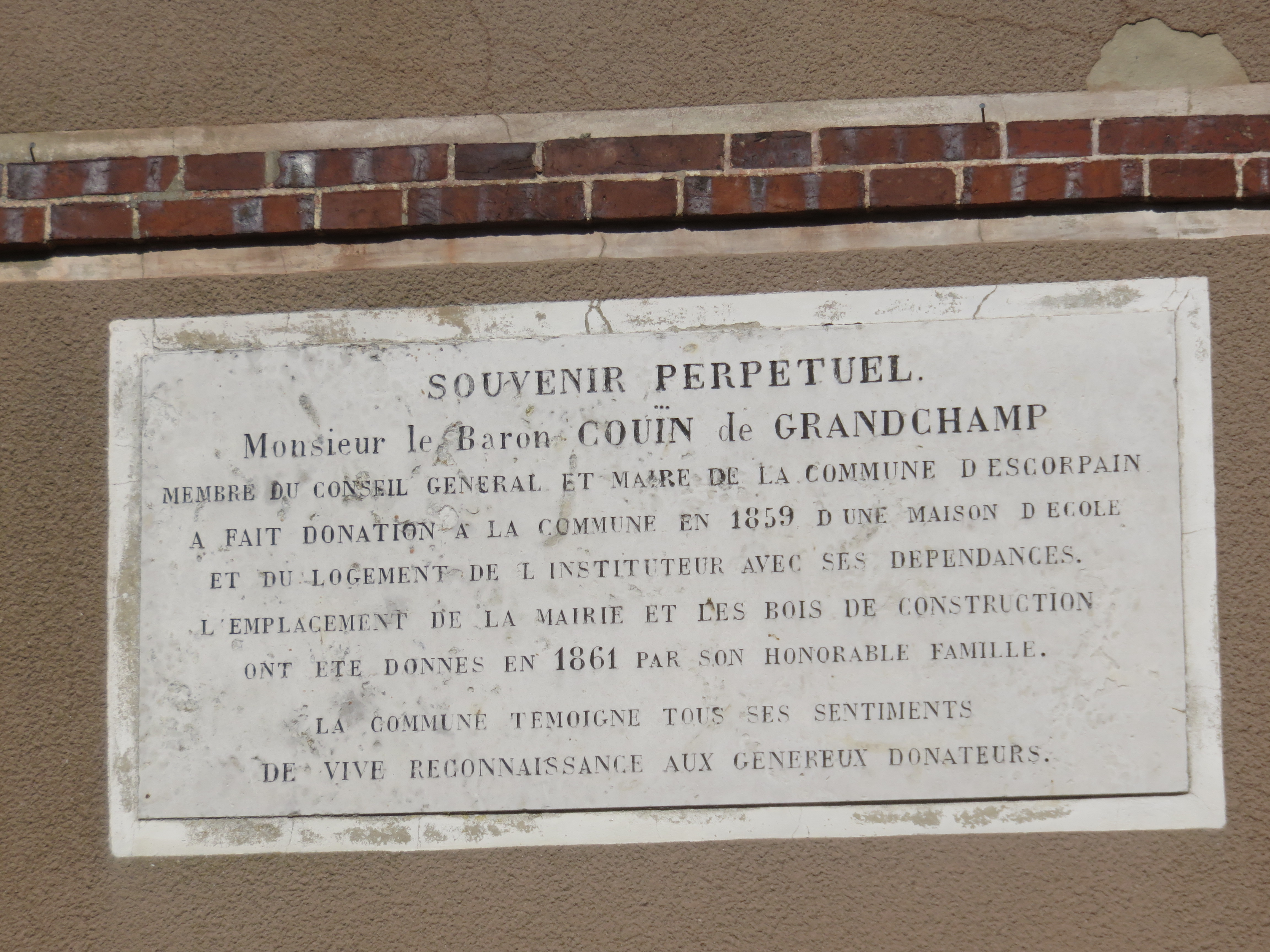
Plaque sur la mairie d'Escorpain

Ce fils de tisserands de Beaumont-sur-Sarthe, né le 13 juin 1763, orphelin en 1774, a choisi le métier des armes et est devenu en 1808 baron d’Empire, sous le nom de Coüin de Grandchamp, avant d’être mis à la retraite en décembre 1814. Il n’a pas renié ses origines et a exposé dans une salle du château les outils de ses parents. Il meurt le 9 septembre 1834 à Escorpain à l’âge de 71 ans, ayant peu profité de son domaine. Après les années de paix du Consulat, il repart prendre son commandement : Allemagne et Pologne en 1807, Espagne et Portugal à partir de 1808, Italie en 1811, Russie en 1812 et campagne de France, début 1814. Sur sa stèle sont inscrits tous ses titres : maréchal de camp et ancien inspecteur général d’artillerie, commandeur de la légion d’honneur, chevalier de Saint-Louis et de la couronne de fer. Le côté de la stèle retrace sa carrière : « Entré au service en 1780 comme simple canonnier, il a conquis tous ses grades sur les champs de bataille et fait toutes les campagnes d’Égypte, d’Espagne et Portugal, d’Italie, d’Allemagne et de Russie. »
En 1859, son fils Joseph-Édouard Coüin offre au village un bâtiment pour servir d’école et de mairie. Il est maire de la commune jusqu'en 1861 et conseiller général d'Eure-et-Loir. Sa sœur Louise a épousé en 1857 Alfred Firmin-Didot (1828-1913), de la famille des imprimeurs installée au Mesnil-sur-l'Estrée.

#### Les Firmin-Didot

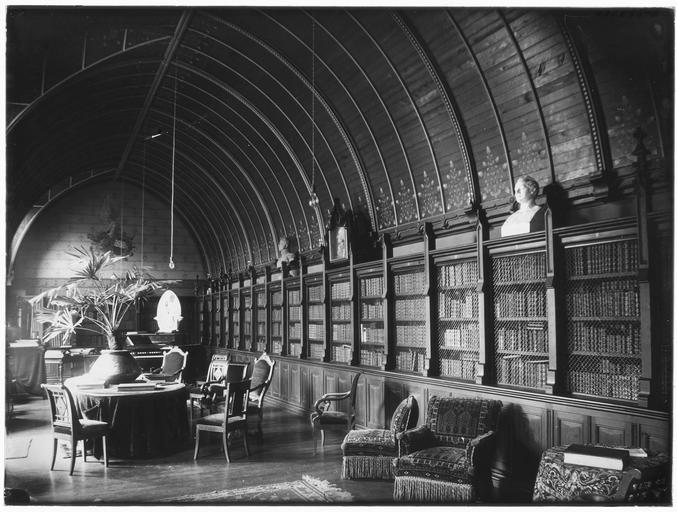
La grande bibliothèque.

Alfred Firmin-Didot devient le seul propriétaire à la cessation de l'indivision. Quoi de plus naturel pour un imprimeur d’installer une bibliothèque qu’il peut remplir des livres sortis des presses de son imprimerie ? Sauf que cette bibliothèque est particulière car logée dans une ancienne bergerie et dotée, qui plus est, d’un style monacal qui rappelle le Moyen Âge. Elle s’inscrit dans un vaste projet de modification du château en 1879 sous la houlette d’un architecte qui va donner au château le style en vogue à l'époque, le néo-gothique. Les bois et les garennes de la propriété permettent à Alfred Firmin-Didot, féru de vénerie, d’offrir à ses hôtes un terrain de chasse giboyeux. En une année, on tue jusqu’à 5000 lapins. Les années passent et le déclin arrive. En 1966, Jacques Firmin-Didot décède à la suite d’un accident d’avion, un an après le décès de son père Robert. L’imprimerie tricentenaire dépose son bilan. Le château est laissé à l’abandon pendant quarante ans. La mérule s’y installe et ronge les bois. En 2008, la SCI Lemuria contrôlée par Charles Firmin-Didot achète le château à son cousin en vue de le sauver. En 5 ans, la plupart des bâtiments sont mis hors d’eau et plutôt que de refaire des chambres et des salons, le nouveau propriétaire mise sur les grands volumes du château pour accueillir des expositions, des ateliers et des concerts. Au jardin, il laisse son caractère naturel et sauvage. Beaucoup d’autres projets sont en cours

## Domaine et bâtis

### Situation géographique

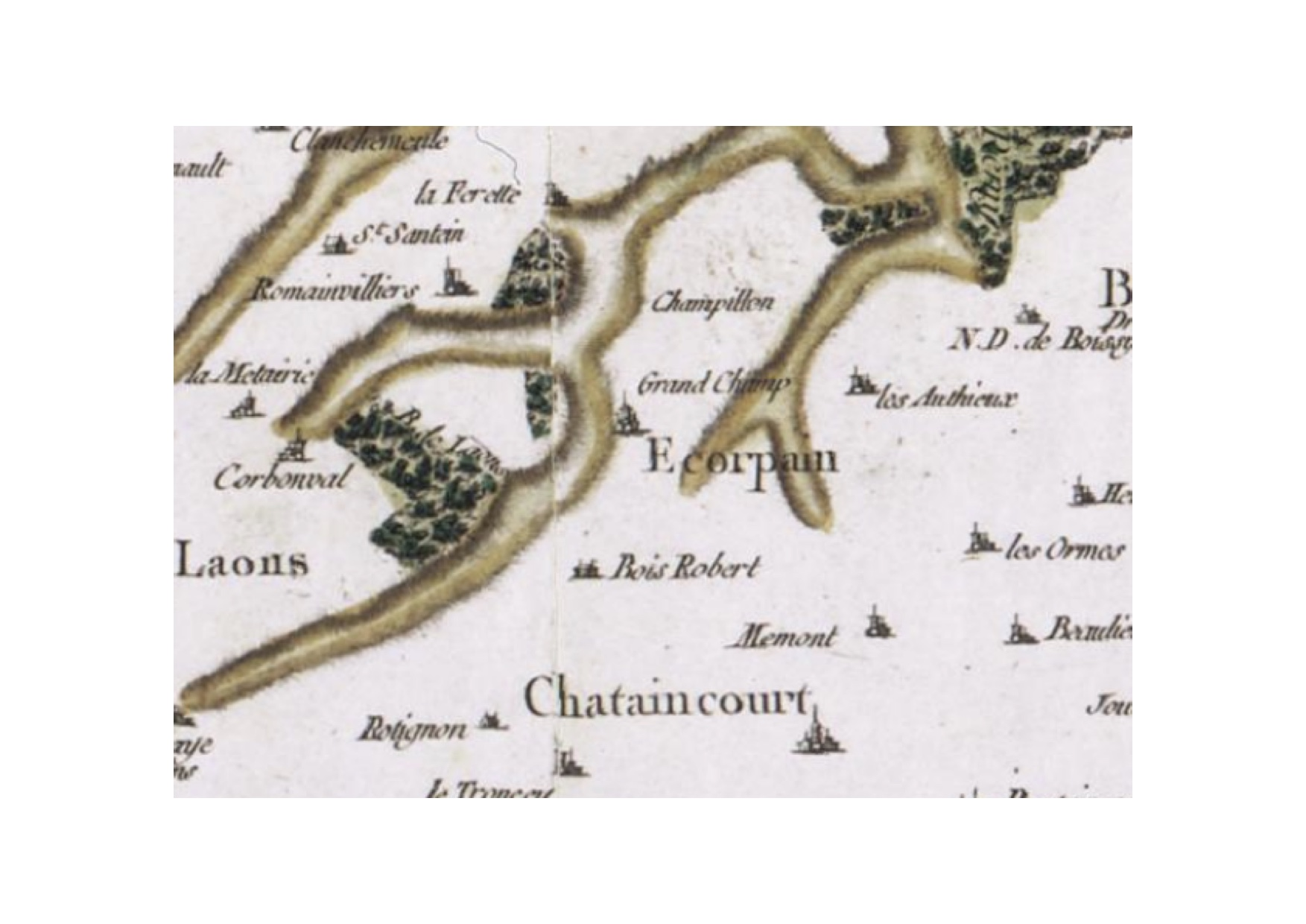
Carte de Cassini.

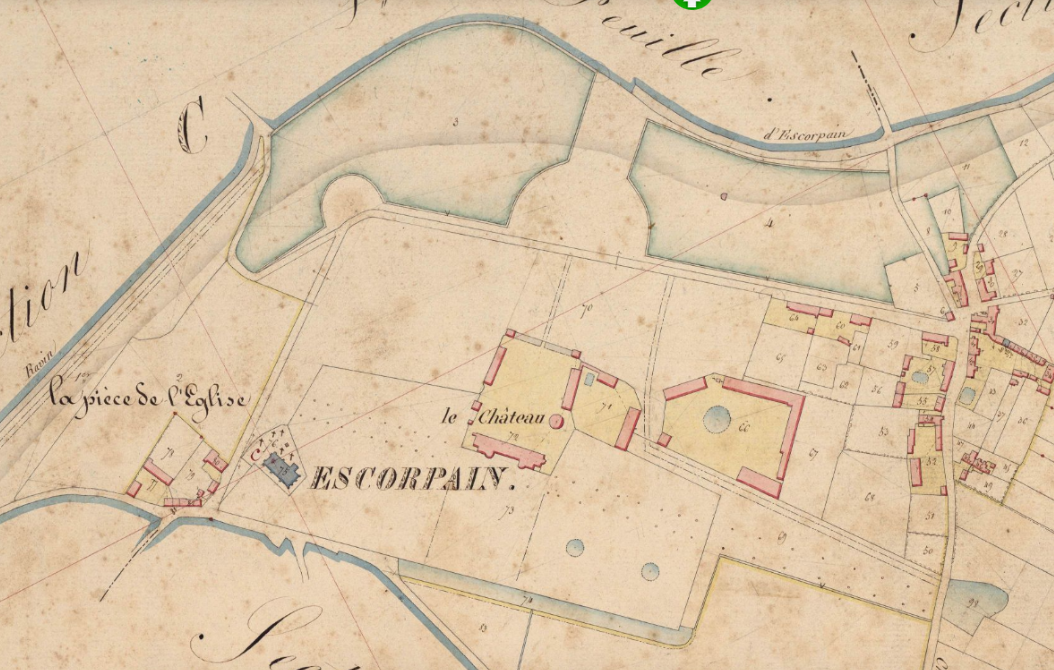
Cadastre napoléonien (1837), Archives départementales d'Eure-et-Loir en ligne.

Sous l’Ancien-Régime, Escorpain dépend administrativement de la généralité d’Alençon, juridiquement de la baronnie de Châteauneuf-en-Thymerais et religieusement du diocèse de Chartres et du doyenné de Brezolles.

Plan de la seigneurie d'Escorpain-Authieux en 1761, Archives départementales d'Eure-et-Loir en ligne.

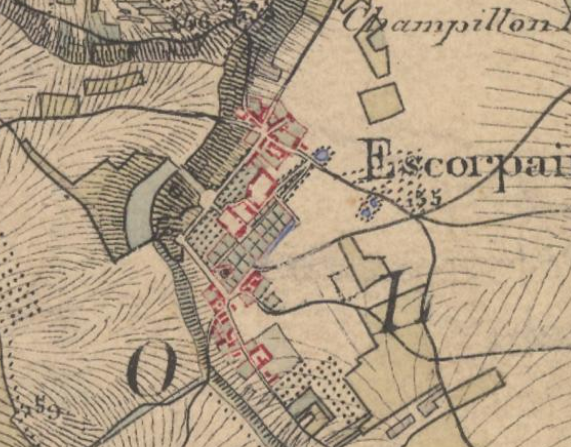
Carte d'état-major (entre 1820 et 1860).

La carte de Cassini du XVIIIe siècle fait apparaître clairement la pièce appelée Grand Champ que le baron d’Empire a choisie pour anoblir son nom. Le plan levé en 1761 pour le grand séminaire de Chartres a pour fonction de calculer les dîmes et le champart, donc tous les propriétaires et leurs parcelles y figurent. À l'époque, le seigneur d' Écorpin (orthographe fluctuante) est Louis Roger. La seigneurie est alors bien modeste : une pâture, une parcelle non loin de l'église et le château. Celui-ci est dessiné sommairement avec les deux tours de sa façade sud et un bâtiment à sa gauche mais en retrait qui laisse supposer, si c'est bien l'annexe, que le bâtiment attribué à René Poultier est antérieur à lui. Curieusement, les communs et le pigeonnier n'apparaissent pas sur le plan, ce qui est étonnant pour un document fiscal. Les différents baux attestent cependant leur existence tout autour de la cour d'honneur. Sur le cadastre napoléonien, le château apparaît tel qu'il était en 1837, avec ses deux pavillons d'entrée, sa façade agrandie, les anciens communs de chaque côté de la cour d'honneur et les nouveaux, groupés autour d'une deuxième cour, sur l'ancienne pâture, ainsi que le canal creusé sur l’initiative du baron Coüin de Granchamp. Aucune différence sur la carte de l’état-major qui date sensiblement de la même époque, à part qu’on y voit le verger et les jardins. Une carte de 1950, moins axée sur le château, fait ressortir les allées qui convergent en un rond-point : ces avenues que René Poultier a fait planter et a disposées pour qu’un jour elles concordent ensemble après avoir acheté et détruit les maisons gênant la perspective.

### Superficie du domaine
La seigneurie est souvent mentionnée comme celle d’Escorpain et des Authieux, Louis-Gabriel Boët étant celui qui achète une partie des Authieux, l’autre appartenant à la princesse de Montmorency. Cette dépense considérable l'aurait empêché de tenir ses engagements auprès d’Élisabeth d’Arras, veuve de Jacques Hersant des Touches. Il est certain que ses problèmes financiers l'ont poursuivi jusqu’à sa mort survenue dans une chambre garnie à Paris. La seigneurie d'Escorpain comprend, outre le château, ses dépendances (colombier, granges, écuries, bergeries, vacheries, laiterie, pressoir à vin et à cidre, remises, charreterie) un jardin-potager derrière le château, des vergers des deux côtés du jardin, sept quartiers de vigne, deux plants d’arbres fruitiers devant la principale porte du château, 30 arpents de pâture à bestiaux, 115 arpents de bois, 220 arpents de terres labourables dans la vallée de Laons et des pièces enclavées dans d’autres seigneuries. René Poultier adjoint au domaine existant la ferme de Granchamp le 26 mars 1797 puis le 21 août 1797, les terres prises sur l’ancien cimetière. En décembre 1804, le général Coüin achète à Mme Louise-Pauline-Françoise de Montmorency-Luxembourg 80 ha de bois et en 1806, la ferme des Authieux de 101 ha. Le 9 décembre 1841, son fils Édouard achète la ferme de Champillon (104 ha) moyennant 198 000 francs. Le domaine d’Escorpain s’est, au fil des années, considérablement agrandi.

### Architecture du château

#### À la Renaissance

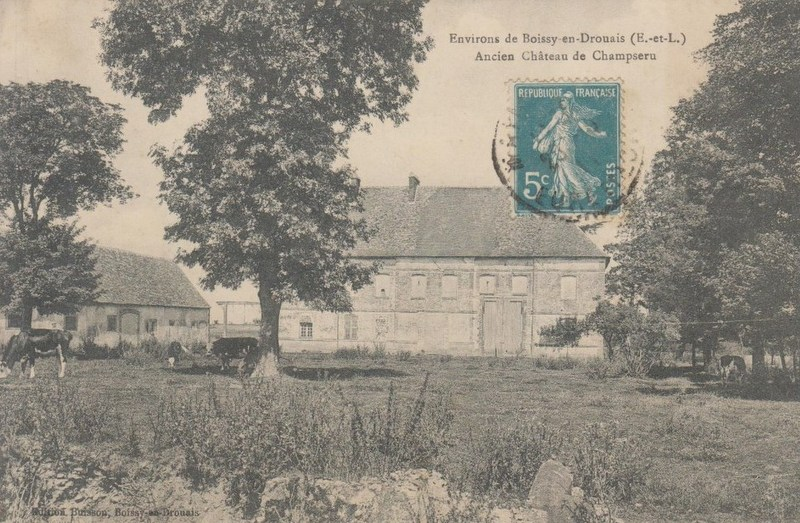
L'ancien logis seigneurial de Champséru-Allainville.

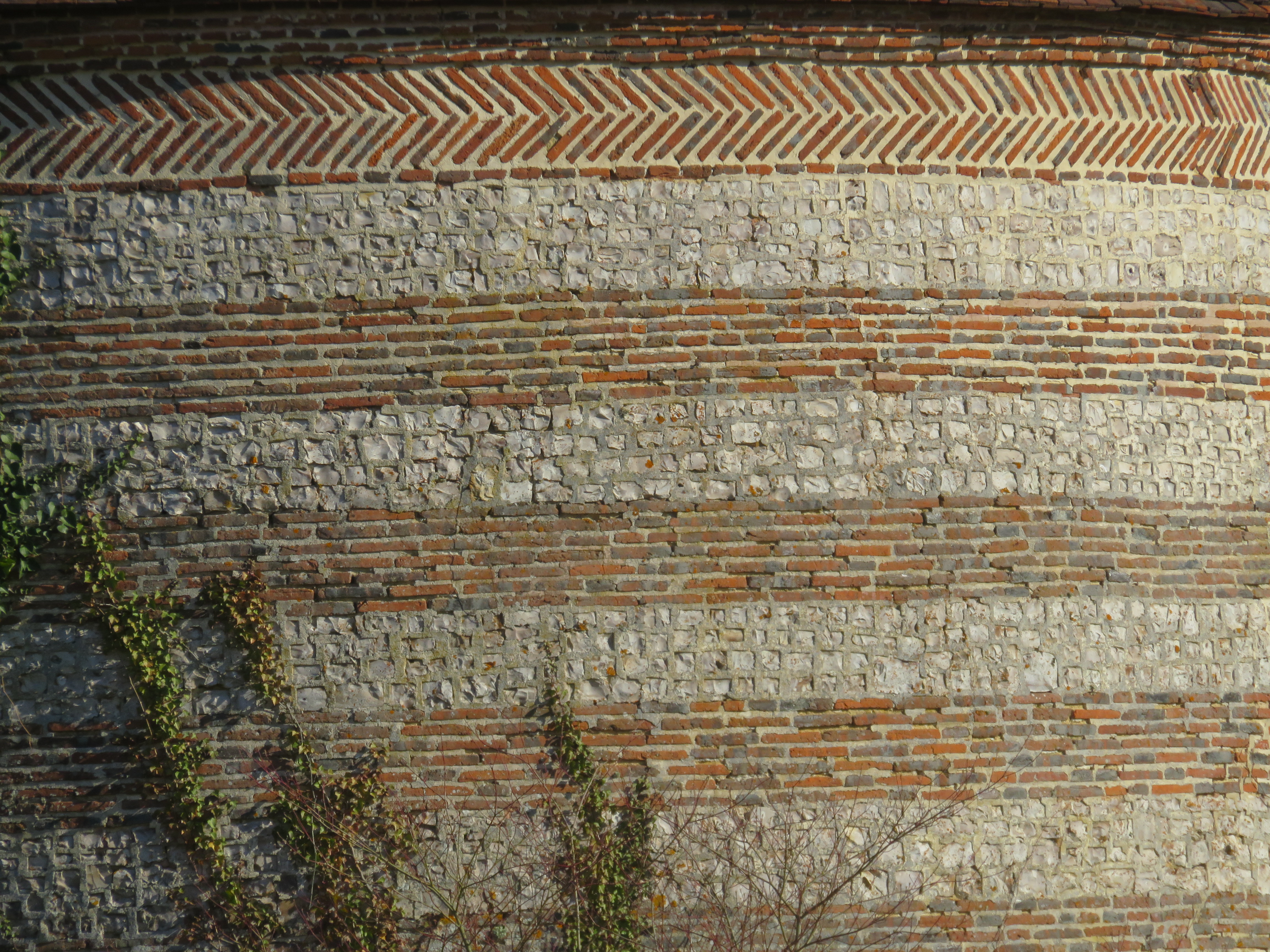
Détail du pigeonnier.

Le manoir seigneurial aux murs épais en silex a cédé la place au XVIe siècle à une demeure de plaisance composée d’un seul grand corps de bâtiment, comme l’ancien château de Champséru dans la commune d'Allainville, mais avec en plus deux tours élancées. L’assemblage de briques et de silex sur les façades du château crée un élégant motif de damiers alors que sur le colombier et les communs à droite de la cour d’honneur, l'alternance de silex et de briques forme des bandes superposées.

#### Au XVIIIesiècle

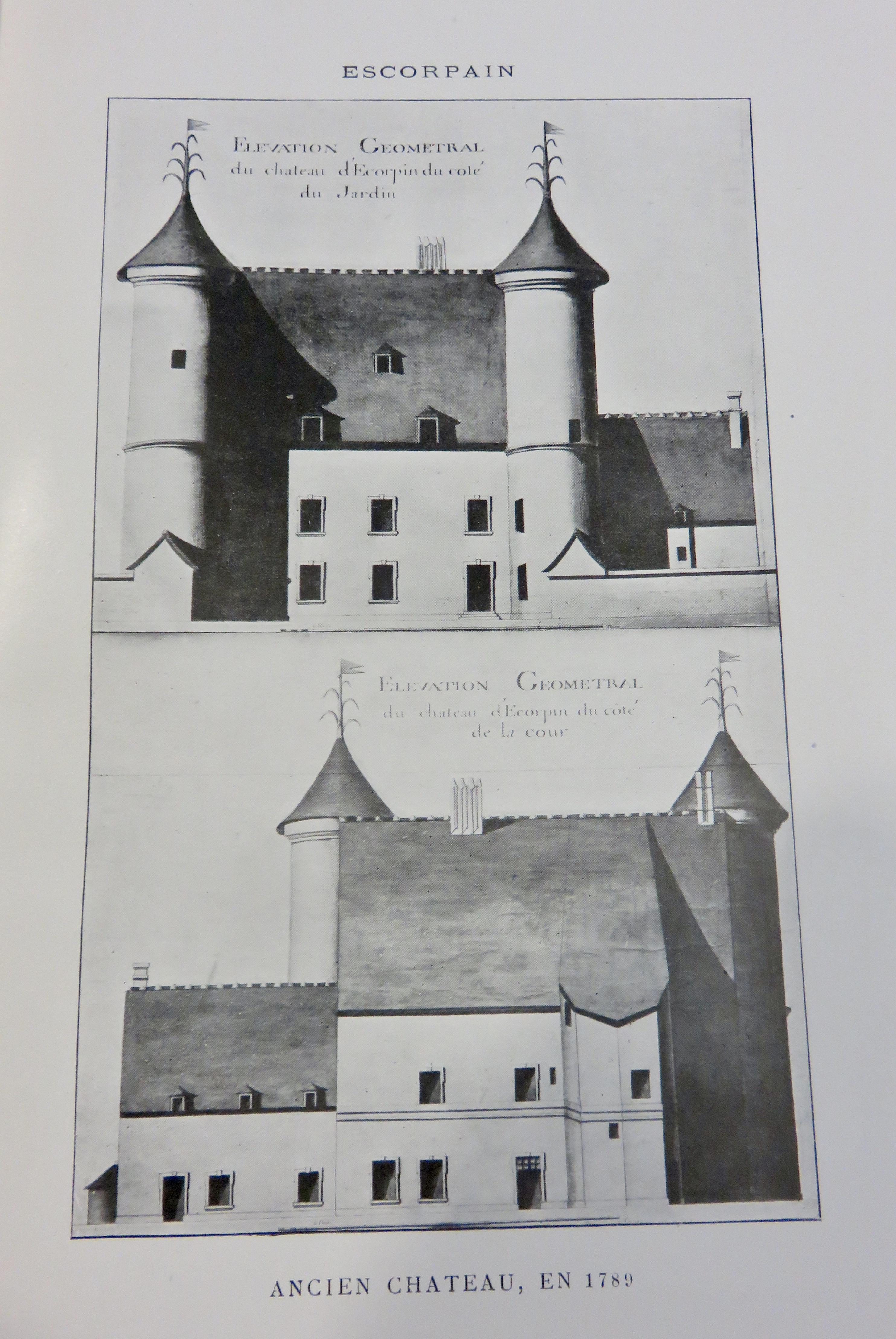
Le château en 1789 (Médiathèque de Chartres).

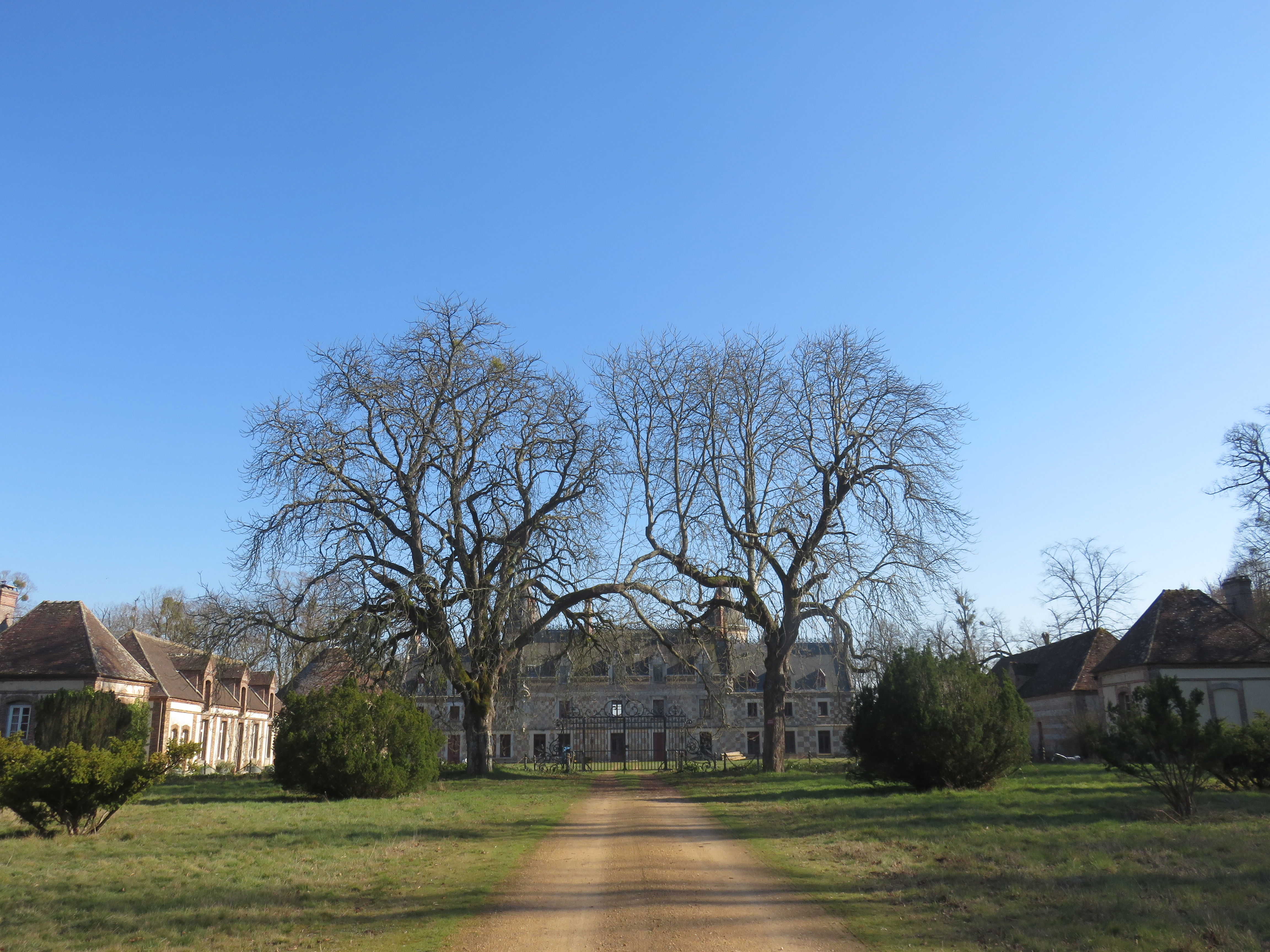
La cour d'honneur du château flanquée de ses deux pavillons.

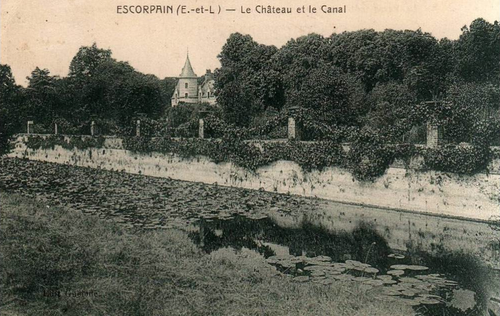
Le canal au bout du jardin du château.

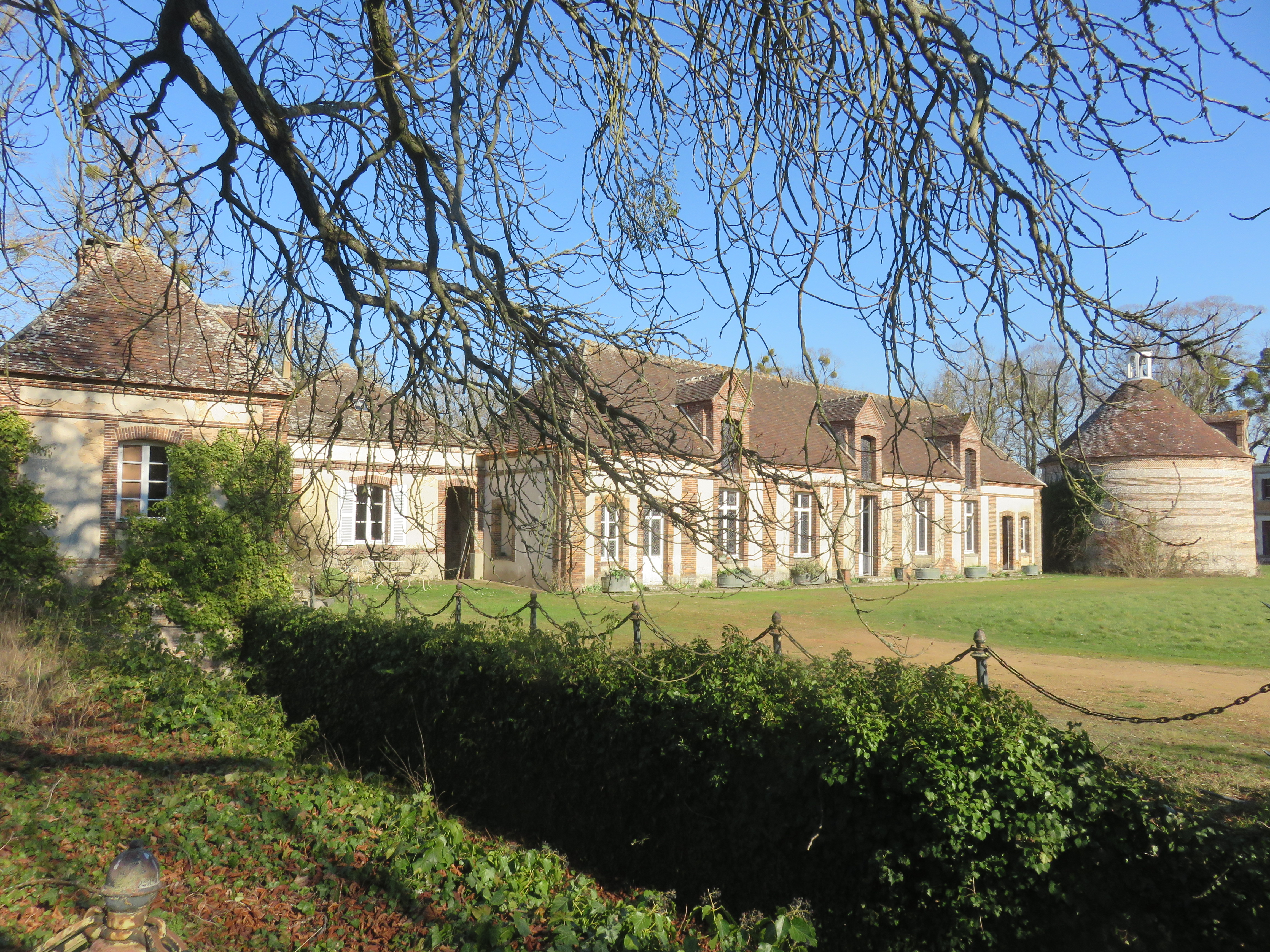
La cour d'honneur au-delà du saut de loup.

Le château est toujours désigné comme château et manoir seigneurial dans le bail du 16 mai 1751 où Elisabeth d’Arras désigne Pierre Lefour comme fermier. Du bail de la ferme, elle exclut une pièce réservée au garde-chasse et une autre au jardinier. Elle garde pour son usage personnel, la moitié de l’étable, de quoi avoir 4 vaches, le poulailler, la petite grange, la remise, la cave et le bûcher. Elle laisse à la disposition du fermier les greniers du château pour entreposer les blés et les grains battus et en dehors de cette période, elle se le réserve pour étendre son linge. On est encore loin du château, demeure exclusivement réservée aux maîtres et à leurs réceptions. C’est sous les Poultier que le château va prendre ses lettres de noblesse en écartant la ferme de la cour d’honneur. Sa façade nord-ouest est modifiée. Le haut de la tour, en cours d’effondrement, est arasé et la partie restante recouverte par une avancée de toit assez disgracieuse. La façade sud-ouest garde en revanche ses deux tours. Le corps de logis à gauche est plus bas que le corps principal, sa vocation est utilitaire, à savoir l'ajout d'une salle à manger et d'une cuisine avec un four dont on voit la saillie sur le dessin.

#### Au XIXesiècle
La ferme du château, déplacée et construite à neuf sous les Poultier, est achevée et augmentée par Mme Coüin de Grandchamp à qui revient aussi la décision de faire construire deux pavillons d’entrée à la suite du saut-de-loup. Quant à son mari, il fait creuser un canal profond pour y conduire les eaux de la mare Giron qui a tendance à déborder et à rendre le terrain marécageux. Il achète 150 ha de bois face au château et juste avant sa mort, fait édifier à droite du château un corps de bâtiment faisant pendant à celui de gauche pour y loger son fils Édouard et son épouse. C’est son fils qui fait installer la grille en fer forgé de l’entrée et les chaînes le long du saut-de-loup qui sépare la cour d’honneur de l’avant-cour.

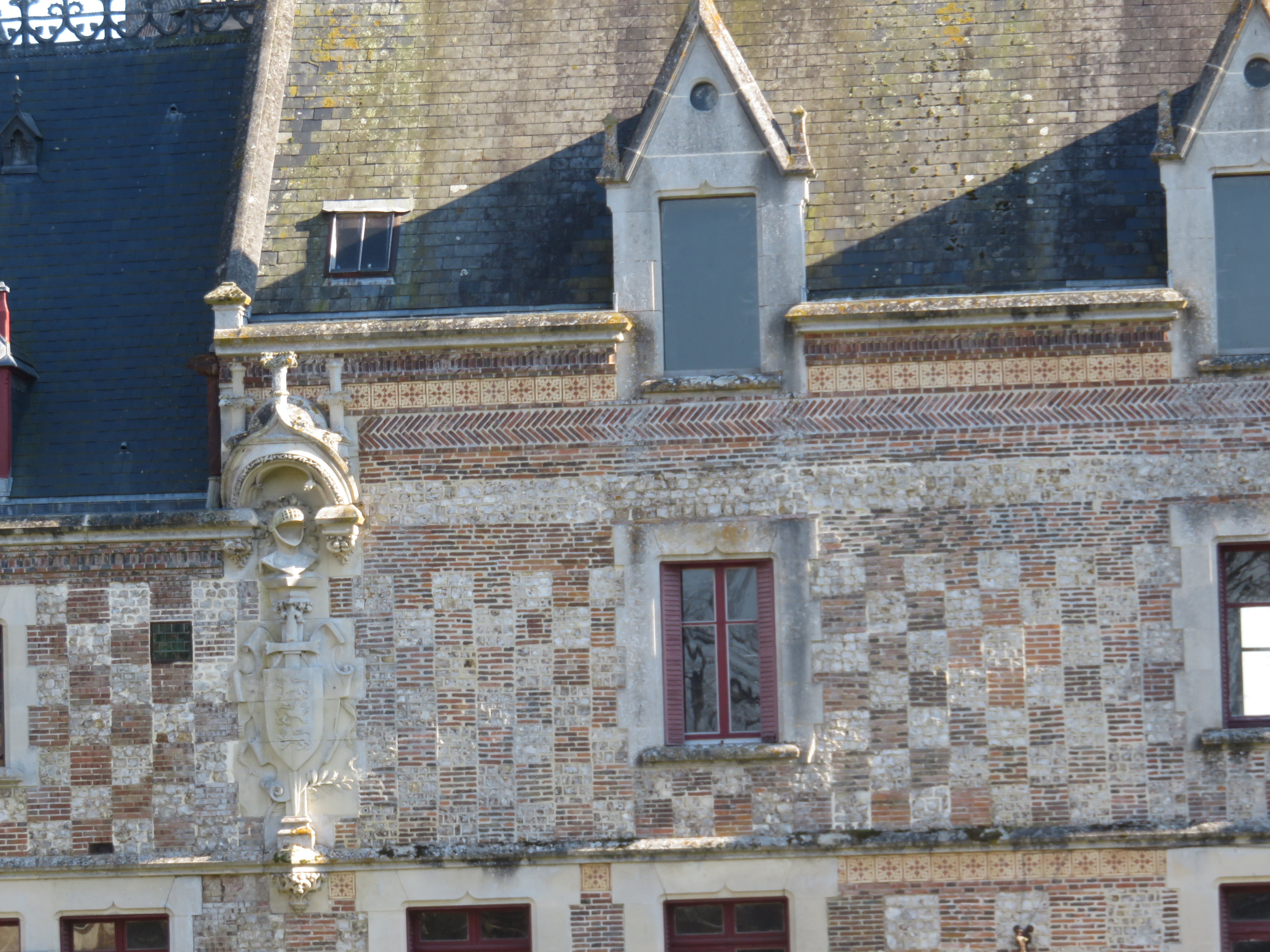
Sculpture d'inspiration médiévale.

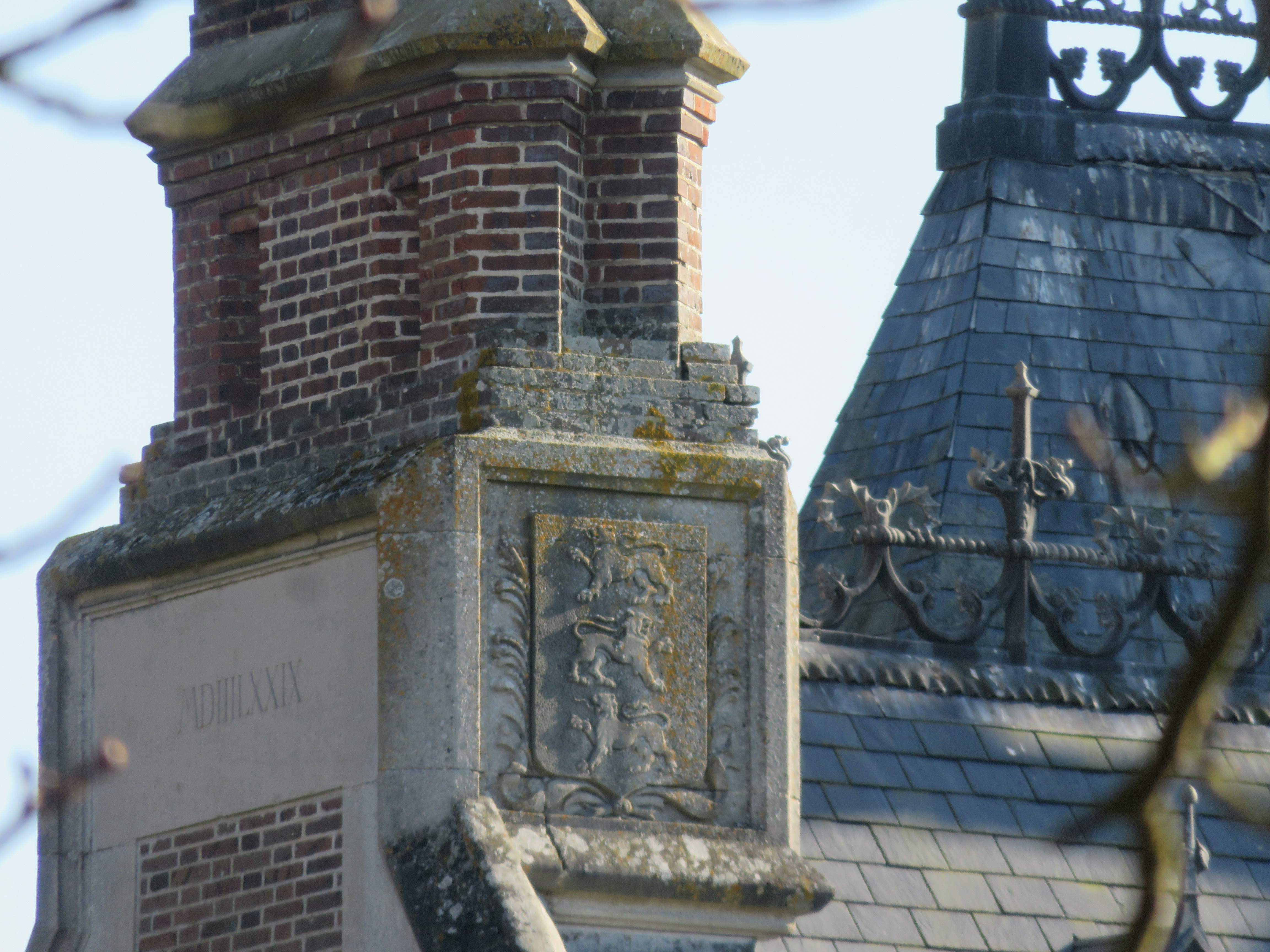
Armoiries des Testu de Balincourt.

Alfred Didot, devenu seul propriétaire à la cessation de l’indivision, s’attelle à la restauration du château, incité par la découverte de crevasses dans la tour de droite. Les travaux sont confiés à l’architecte Marchant, élève d’Eugène Viollet-le-Duc, qui imprime au château le style néo-gothique au goût de l’époque. Les toits, hérissés de crêtes en fonte, sont rehaussés, ce qui dégage le volume nécessaire pour une galerie. Les fenêtres reçoivent un cadre en pierre et les lucarnes en bois sont remplacées par des lucarnes en pierre sculptée; sous les corniches, des frises décoratives se juxtaposent aux briques. La façade est décorée d’un double motif médiéval se composant d’un heaume, d’un bouclier et d’une épée. Les deux bâtiments latéraux, modifiés en pavillons avec terrasse, sont rehaussés et recouverts du même décor de damier en briques et en silex que la partie centrale ancienne. A la limite de l’ancien château, sous les cheminées, ont été gravées les armoiries des anciens seigneurs. Le choix est très discutable puisqu’il s’agit de celles des Testu de Balincourt, seigneurs d’Ecorpain dans le Maine, apparentés aux d’Ailly. Certes, les trois léopards sont plus décoratifs que les dix annelets des de Vieuxpont mais Ernest Veuclin, fidèle à l’histoire, les a préférés pour la couverture de son livre sur Escorpain.

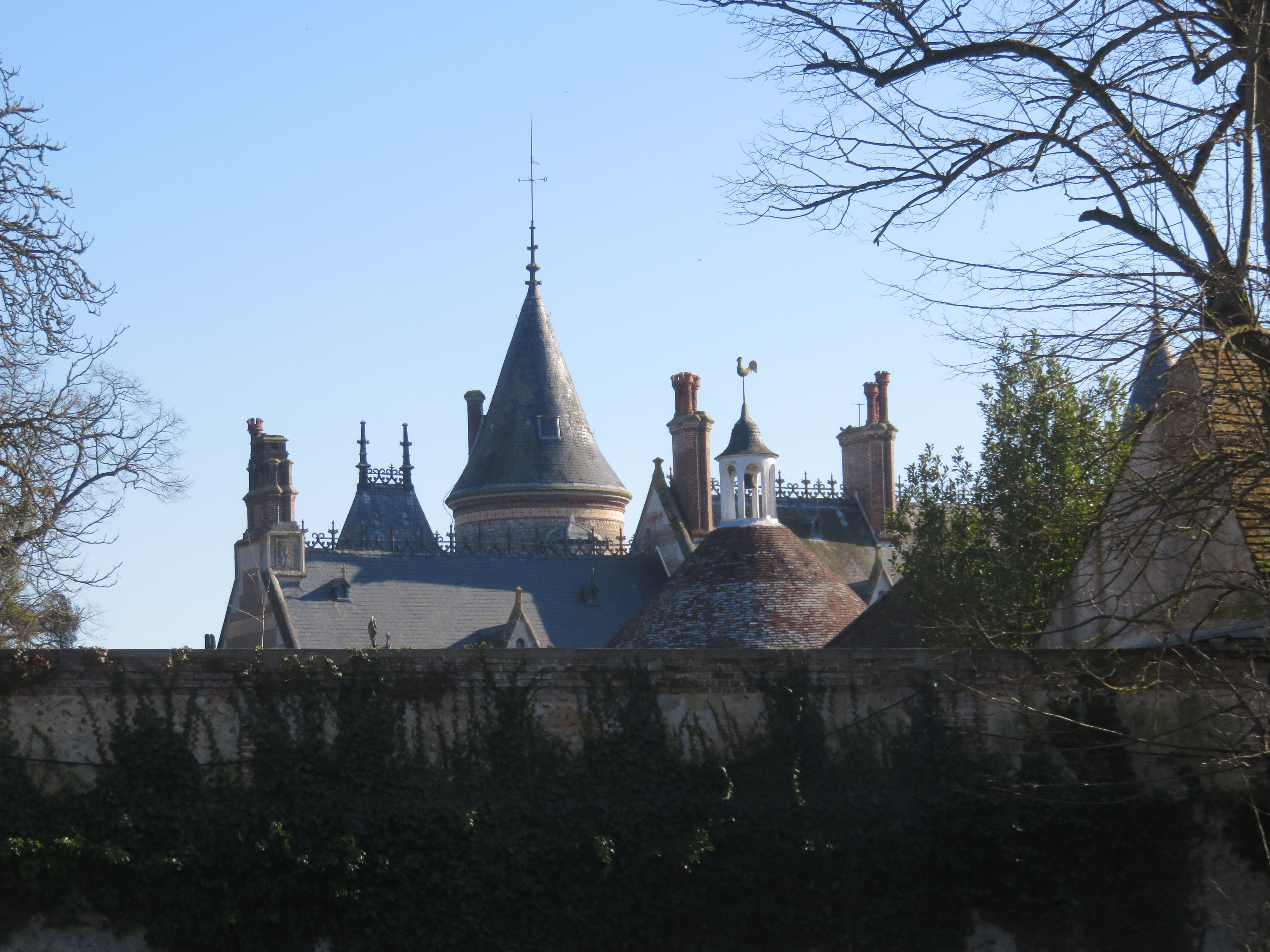
Toitures et cheminées.

L’intérieur du château a été modifié. L’escalier, situé autrefois dans la tour nord, a été logé dans la tour droite du midi. La cuisine a été agrandie, une chapelle édifiée à l'étage supérieur d'un des pavillons de droite. Près du pigeonnier, Alfred Firmin-Didot a fait construire un chenil pour ses chiens de chasse et a transformé le bâtiment à droite de la cour d’honneur en bibliothèque et salle des gardes. A cet effet, il a déplacé la remise et l’orangerie dans une autre cour située derrière la cour d’honneur. Les éléments protégés sont les façades et toitures du château, les dépendances : pavillons, grange, pigeonnier, chenil, écuries, ancienne buanderie et bibliothèque.